# Woizlawa-Feodora Prinzessin Reuß

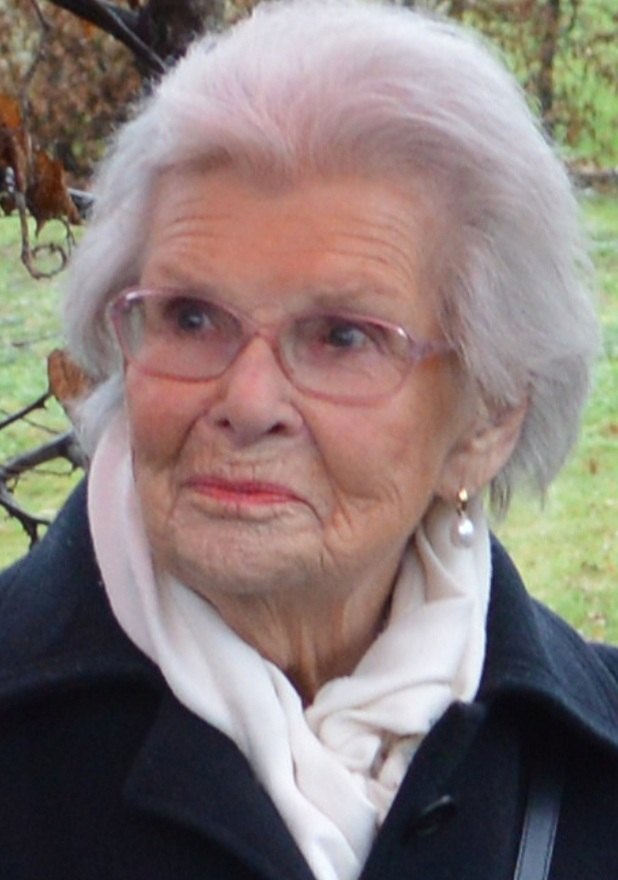
Woizlawa-Feodora Prinzessin Reuß, 2018

Woizlawa-Feodora Prinzessin Reuß (* 17. Dezember 1918 in Rostock als Woizlawa-Feodora Elise Marie Elisabeth Herzogin zu Mecklenburg; † 3. Juni 2019 in Strittmatt, Ortsteil von Görwihl) war eine der letzten lebenden Angehörigen des Hauses Mecklenburg-Schwerin.

## Biografie
Woizlawa-Feodora war die einzige Tochter von Herzog Adolf Friedrich zu Mecklenburg, einem Kolonialpolitiker und letzten deutschen Gouverneur von Togo („Afrikaherzog“). Ihre Mutter war dessen erste Frau Viktoria Feodora, geborene Prinzessin Reuß, die älteste Tochter von Fürst Heinrich XXVII. (Reuß jüngere Linie). Die niederländische Königin Juliana war ihre Cousine: Gemeinsamer Großvater war Großherzog Friedrich Franz II. von Mecklenburg.
Ihr erster Vorname Woizlawa erinnert an die Urahnin des Hauses Mecklenburg, die Frau des Obotritenfürsten Pribislaw, ihr zweiter an ihre Mutter, die nach ihrer Geburt im Wochenbett starb. Sie wuchs vor allem bei ihrem Vater in Bad Doberan, bei ihrer Großmutter väterlicherseits in Ludwigslust und im Alexandrinen-Cottage in Heiligendamm sowie bei den Großeltern mütterlicherseits, Fürst und Fürstin Reuß j.L., in Gera und Ebersdorf in Thüringen auf.
Am 15. September 1939 heiratete sie in Bad Doberan ihren entfernten Verwandten Heinrich I. (Harry) Prinz Reuß (* 8. Oktober 1910; † 10. März 1982), Sohn von Heinrich XXXIV. Prinz Reuß und Sophie Renate Prinzessin Reuß. Heinrich I. war 1935 von ihrem kinderlosen und unverheirateten Onkel Heinrich XLV. adoptiert worden. Woizlawa-Feodora und Heinrich I. bekamen eine Tochter und fünf Söhne:
- Feodora Prinzessin Reuß (* 5. Februar 1942) ⚭ Gisbert zu Stolberg-Wernigerode (* 1942)
- Heinrich VIII. Prinz Reuß (* 30. August 1944) ⚭ Dorit von Ruffin (* 1948)
- Heinrich IX. Prinz Reuß (* 30. Juni 1947) ⚭ Amelie Besserer von Thalfingen (* 1959)
- Heinrich X. Prinz Reuß (* 28. Juli 1948) ⚭ Elisabeth Åkerhielm af Margrethelund  (* 1946), geschieden, ⚭ in zweiter Ehe Antonia von Arnim
- Heinrich XIII. Prinz Reuß (* 4. Dezember 1951) ⚭ 1989 Susan Doukht Jalali (* 1956 in Teheran), geschieden
- Heinrich XV. Prinz Reuß (* 9. Oktober 1956) ⚭ 1999 Anja Charlotte Nooth-Cooper (* 1965 in Canterbury)[5]

Nachdem ihr Mann 1941 wegen einer schweren Verletzung aus dem Kriegsdienst ausgeschieden war, lebte das Ehepaar gemeinsam auf Schloss Osterstein in Gera. Feodora erlebte die Zerstörung des Schlosses im schwersten Bombenangriff auf Gera am 6. April 1945 mit. Danach zog die Familie zunächst ins Schloss Ebersdorf. Nach dem Abzug der US-Streitkräfte aus Thüringen im Sommer 1945 flohen Heinrich I., Feodora und ihre Kinder zur Schwester Heinrichs I., Felizitas zu Ysenburg und Büdingen, ins hessische Büdingen. Ihr Onkel Heinrich XLV., der in Ebersdorf blieb und als ehemaliger Theaterleiter in Gera ein bekannter NS-Anhänger war, wurde im August 1945 vom sowjetischen Militär verhaftet und ist seitdem verschollen.

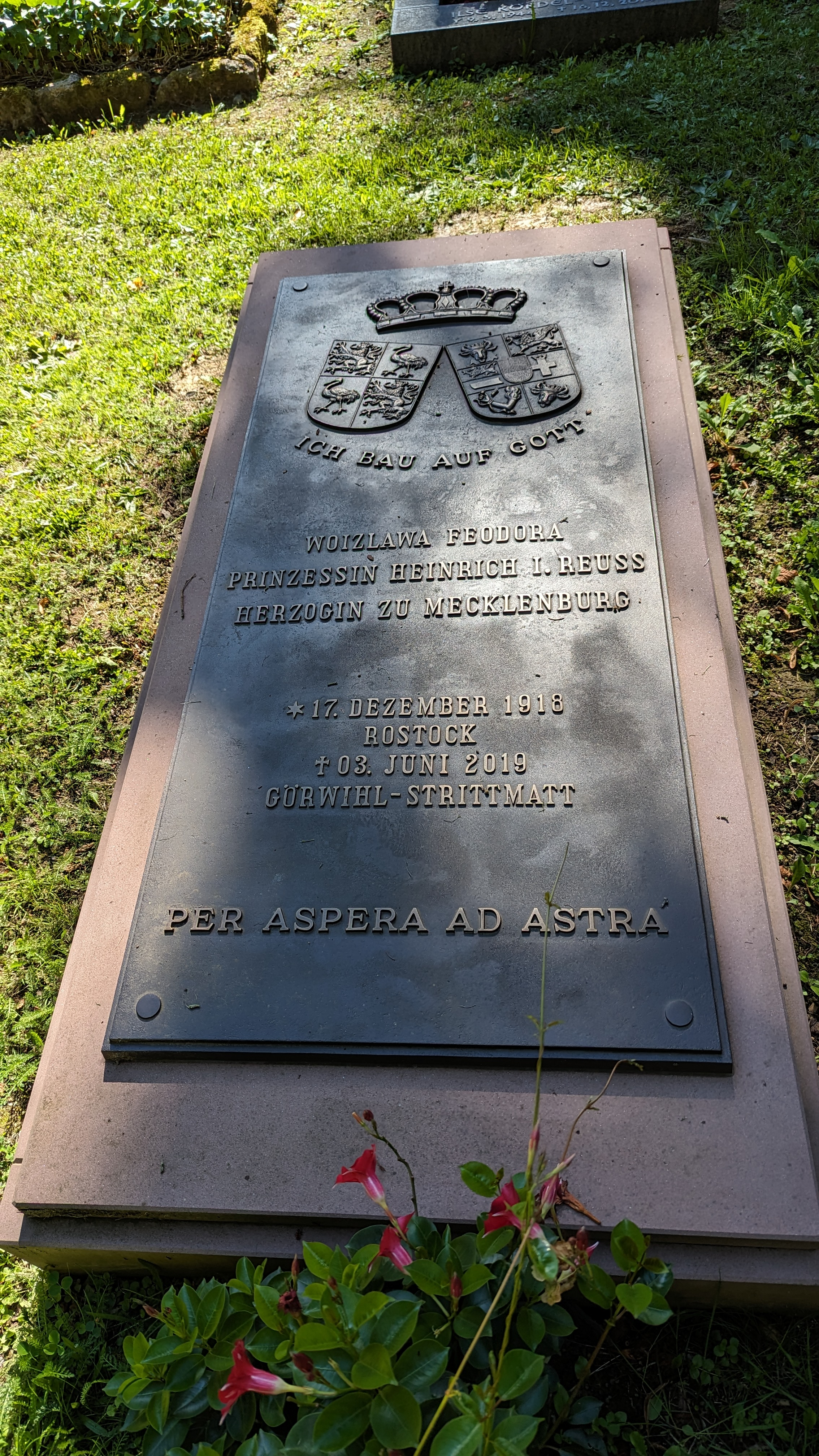
Grabmal von Woizlawa-Feodora Prinzessin Reuß im Kloster Arnsburg (Lich, Hessen)

Heinrich I. wurde Generalbevollmächtigter seines Schwagers Otto Friedrich zu Ysenburg und Büdingen. Nach seinem Tod 1982 lebte Woizlawa-Feodora bis 1991 weiterhin in Büdingen. Nach der Wiedervereinigung zog sie für 15 Jahre zurück nach Gera und lebte auch einige Jahre in einer kleinen Wohnung im erhaltenen Teil des Schlosses Osterstein. Im Rahmen ihrer Mitgliedschaft in der von „Uriella“ (Reichsflugscheibe) geführten neureligiösen Gemeinschaft Fiat Lux zog sie mit 86 Jahren in den Hotzenwald, wo sie ab 2005 in einer eigenen Wohnung im Görwihler Ortsteil Strittmatt lebte. Aus Anlass ihres 100. Geburtstages im Dezember 2018 gab sie der Ostthüringer Zeitung ein ausführliches Interview, das in drei Teilen erschien. Sie starb nach kurzer schwerer Krankheit in ihrem Haus in Strittmatt. Beigesetzt wurde sie auf dem Friedhof der Familie Solms-Laubach im Kloster Arnsburg.

## Restitutionsforderungen
Bekannt wurde sie vor allem durch den sich über 20 Jahre hinziehenden Versuch, die nach 1945 erfolgte Enteignung des Eigentums von Heinrich XLV. (Reuß jüngere Linie) anzufechten. Als Witwe seines Adoptivsohnes und zugleich als Enkelin von Fürst Heinrich XXVII. vertrat sie die Ansprüche der Reußschen Erben. Mit der Stadt Gera kam es am 21. Oktober 1997 zu einer Gütlichen Einigung über den Verbleib der meisten beweglichen Kunstgüter im Stadtmuseum Gera. Durch Bescheid vom 16. Januar 1998 bestätigte das Thüringer Landesamt zur Regelung offener Vermögensfragen diese gütliche Einigung. Als Folge wurden ca. 700 Kunstgegenstände an die Familie rückübertragen und 1998 versteigert. Die Eintragung der „Geraer Silbermöbel“ in das Verzeichnis national wertvollen Kulturgutes wurde durch die Familie erfolglos angefochten. Nach ihrer Versteigerung ging ein Teil des so erlangten Geldes an die Wunderheilerin „Uriella“, der sich Woizlawa-Feodora angeschlossen hatte.

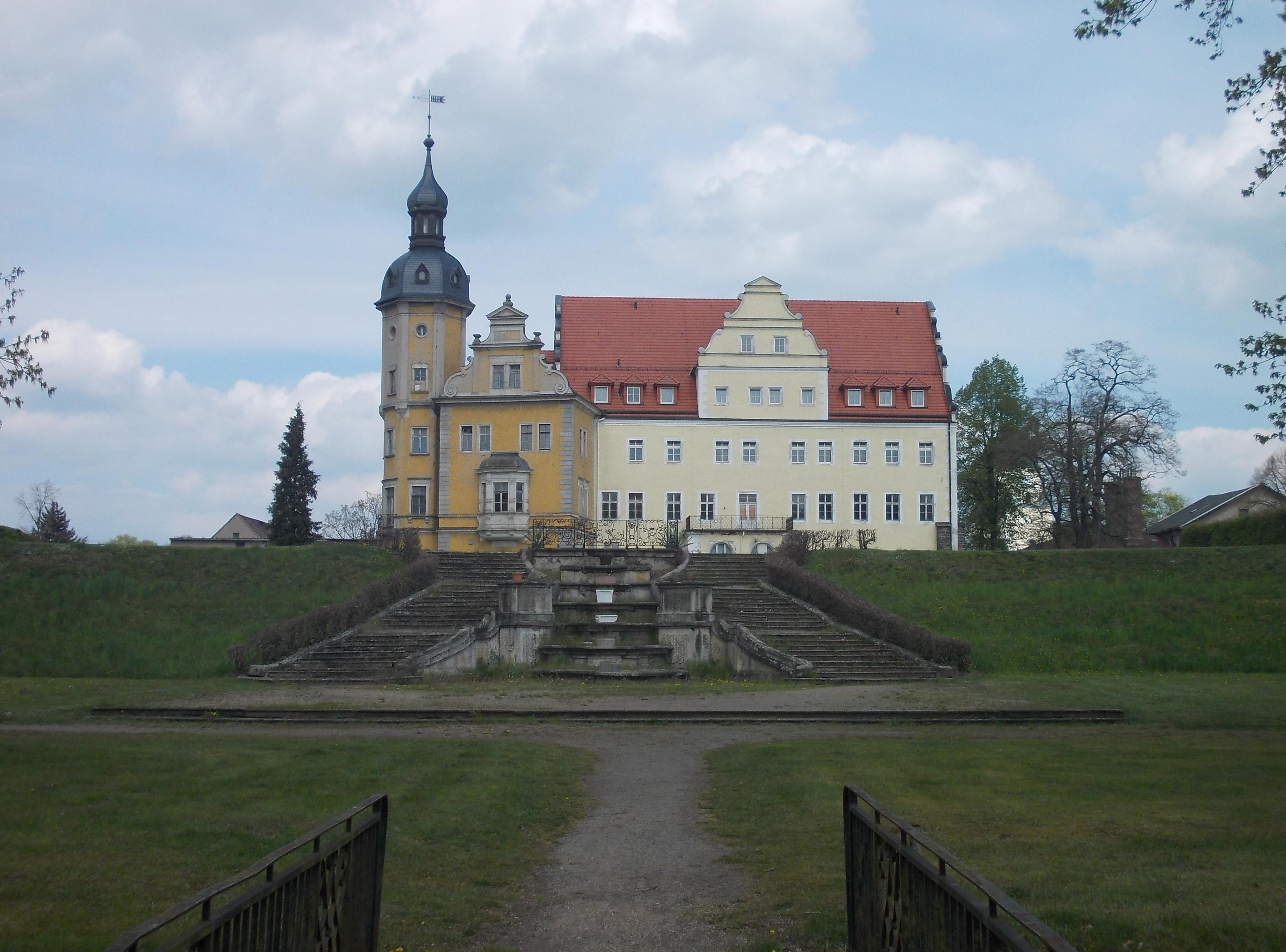
Schloss Thallwitz in Thallwitz. Das Anwesen befand sich 2022 verlassen in einem vernachlässigten Zustand.

Währenddessen ging der Streit um die Immobilien weiter. Das Hauptargument von Woizlawa-Feodora und ihren Anwälten, Heinrich XLV. habe auch die britische Staatsbürgerschaft besessen und seine Enteignung sei daher nicht rechtmäßig gewesen, wurde im Streit um Schloss Osterstein vom Verwaltungsgericht Gera 2005 zurückgewiesen, weil die Familie den Nachweis der britischen Staatsbürgerschaft Heinrichs XLV. schuldig blieb. Eine Beschwerde gegen das Urteil wurde vom Bundesverwaltungsgericht als unbegründet zurückgewiesen.
Erfolgreich war sie hingegen mit ihrem Rückübertragungsantrag von Schloss Thallwitz, das ihr 2008 in einem Vergleich zugesprochen wurde. Nachdem die Stadt Gera u. a. das Stadtmuseum komplett umgebaut hatte, ließ sich die vertraglich vereinbarte Präsentation der Reuß’schen Kunstschätze im Stadtmuseum nicht mehr realisieren, so dass eine Anpassung der gütlichen Einigung erforderlich wurde.
Gegen den Bescheid vom 26. September 1996, mit dem das Landesamt zur Regelung offener Vermögensfragen (LARoV) Gera den Restitutionsantrag zurückgewiesen hatte, erhob Prinzessin Reuß eine Klage beim Verwaltungsgericht Gera. Bis zum Jahr 2010 trennte die 2. Kammer des Verwaltungsgerichts Gera die Klage durch unanfechtbare Beschlüsse in 180 Verfahren, die jeweils ein eigenes Aktenzeichen erhielten.
Aus prozessökonomischen Gründen nahm Prinzessin Reuß in einigen Verfahren die Klage zurück (z. B. wenn eine Naturalrestitution auch bei Feststellung der Berechtigung dem Grunde nach wegen §§ 4,5 Vermögensgesetz ausgeschlossen war), ohne damit sämtliche Rückgabeforderungen zurückzuziehen. Über die Grundsatzfrage der Rückgabe ist noch nicht endgültig entschieden.